# Berry Gordy
 (novembre 2010).
Si vous disposez d'ouvrages ou d'articles de référence ou si vous connaissez des sites web de qualité traitant du thème abordé ici, merci de compléter l'article en donnant les références utiles à sa vérifiabilité et en les liant à la section « Notes et références ».
Pour les articles homonymes, voir Gordy (homonymie).
Berry Gordy Jr, né le 28 novembre 1929 à Détroit, est un producteur de musique américain qui a fondé le label Motown et ses multiples filiales.

## Biographie
Berry Gordy est le septième d'une famille de huit enfants. Ses parents, Berry Gordy Sr et Bertha Gordy, ont déménagé de Milledgeville à Détroit dans le Michigan en 1922. Gordy abandonne l'école secondaire au niveau de l'équivalent de la première année de lycée (en France) pour devenir boxeur professionnel. Catégorie poids plume, il remportera douze de ses quinze engagements. Il poursuit cette carrière jusqu'en 1950, date à laquelle il part servir dans l'armée américaine pour la guerre de Corée.
À son retour de Corée en 1953, il épouse Thelma Coleman. Il développe son goût pour la musique en écrivant des chansons et en ouvrant le 3-D Record Mat, un magasin de disques consacré au jazz. Devant le peu de succès de son magasin, il cherche du travail à l'usine Lincoln-Mercury, mais ses connaissances le mettent en relation avec Al Green, propriétaire du Flame Show Bar, où il rencontre Jackie Wilson. En 1957, Wilson enregistre Reet Petite, une chanson que Gordy a coécrite avec sa sœur Gwen et Billy Davis, qui rencontre un certain succès. Wilson enregistre quatre autres chansons coécrites par Gordy les deux années suivantes.
Gordy réinvestit l'argent de ces succès dans la production d'artistes. En 1957, il découvre Smokey Robinson & The Miracles et se construit un carnet d'adresses d'artistes à succès. En 1958, il écrit la chanson Lonely Teardrops pour Jackie Wilson. En janvier 1959, Gordy crée un nouveau label R&B appelé Tamla Records, qui produit le premier tube de Marv Johnson, Come to me. Le 14 décembre 1959, encouragé par Smokey Robinson, il crée la compagnie de musique Motown. (motor town), de Barrett Strong, en plus d'apparaître chez Tamla, est référencé sous le label Anna Records, créé par Gordy, à partir de février 1960. Le tube Shop around des Miracles établit Motown comme label indépendant reconnu, en devenant premier des hit-parades R&B fin 1960 puis second des hit-parades pop début 1961.
Contrairement à la plupart des producteurs de son époque, Gordy ne produit que peu d'artistes blancs, bien qu'au début certains aient signé avec lui, tels que Nick and the Jaguars, The Valadiers, Debbie Dean et Connie Vandyke. Il a cependant eu plusieurs employés blancs à Hitsville U.S.A.. Il a davantage encouragé les artistes Afro-Américains ; la gestion attentive de l'image de marque de ses artistes a fait de Motown un succès national. Durant les dix années suivantes, il signe avec Mary Wells, The Supremes menées par Diana Ross, Marvin Gaye, The Temptations, The Four Tops, Gladys Knight & The Pips, The Commodores, The Velvelettes, The Marvelettes, Martha & the Vandellas, Stevie Wonder, et The Jackson Five.
En 1968, Gordy déménage à Los Angeles en (Californie) et y développe les bureaux de Motown, à la suite des émeutes de Détroit[réf. nécessaire]. En juin 1972, il déménage l'ensemble de Motown Records à Los Angeles ; l'année suivante, il restructure l'entreprise dans Motown Industries, conglomérat de l'industrie du divertissement incluant des divisions disque, film, télévision et édition.
Gordy a vendu ses intérêts dans Motown Records à MCA et Boston Ventures en juin 1988 pour 61 millions de dollars[réf. nécessaire]. Il est entré au Rock and Roll Hall of Fame en 1990 et a publié une autobiographie, To Be Loved, en 1994. Il a également son étoile sur le Hollywood Walk of Fame, à Los Angeles.

### Famille
Gordy a eu huit enfants officiellement.
Il a eu une liaison avec la chanteuse Diana Ross, qui peu après s'être mariée avec Robert Ellis Silberstein a accouché d'une fille, Rhonda Ross Kendrick, que Robert a reconnue mais qui en réalité se trouve être la fille de Berry.
Il a épousé en premières noces Thelma Coleman dont il a eu 1 fils et 3 filles : 
- Berry Gordy IV, qui, marié avec Valerie Robeson, a eu un fils Skyler Austen Gordy (Sky Blu), qui est cofondateur du groupe LMFAO avec son oncle Red Foo et une fille Mahogany Cheyenne Gordy.
- Hazel, qui a épousé Jermaine Jackson et a eu Jermaine Jr, Autumn et Jaimy.
- Joy
- Terry.

Il a également épousé Raynoma Singleton en 1960 dont il a divorcé en 1964 et dont il a eu 1 fils, :
- Kerry Gordy, qui a épousé Karen Longley dont il a une fille, Juliet.

De son épouse Margaret Norton, il a eu 1 fils :
- Kennedy Gordy, plus connu comme le musicien Motown Rockwell (dont la chanson Somebody’s Watching Me a inspiré le groupe de rap français Fonky Family pour l'instrumentale de leur titre Art de rue).

De Nancy Leiviska, il a eu 1 fils : 
- Stefan Kendal Gordy (Red Foo), qui avec son neveu Skyler a fondé le groupe LMFAO.

Il a également été marié avec Grace Eaton dont il n'a pas d'enfant.
Sa dernière épouse, dont il a eu une fille, se nomme Jena Jackson :
- Sherry Gordy, qui est mariée avec Clifford Ozage.